# Пюшё, Пьер
Пьер Фирмен Пюшё (фр. Pierre Firmin Pucheu; 27 июня 1899, Бомон-сюр-Уаз — 20 марта 1944, Алжир) — французский промышленник и фашистский политик, коллаборационист Второй мировой войны. Крупный предприниматель сталелитейного кластера. Член руководства Французской народной партии. Министр внутренних дел режима Виши в 1941—1942 годах, организатор репрессий против движения Сопротивления. После отстранения от должности попытался перейти на сторону антигитлеровской коалиции. Казнён по приговору трибунала Сражающейся Франции.

## Сталелитейный бизнес и фашистская политика
Родился в семье портного. Учился в Высшей нормальной школе, был лично знаком с Робером Бразийаком и Жан-Полем Сартром. Работал в различных промышленных структурах, сделал карьеру менеджера в металлургических компаниях Comptoir sidérurgique и Chambre syndicale. Возглавлял сталелитейную компанию Cartel international de l’acier, которая воспринимается как одна из первых попыток европейской — в частности, франко-германской — экономической интеграции.
Пьер Пюшё придерживался крайне правых политических взглядов. В 1934 году вступил в организацию полковника де ля Рока Огненные кресты. Два года спустя Пюшё принял участие в создании Французской народной партии (PPF) Жака Дорио — главной структуры французского фашизма. Состоял в политбюро PPF. Организовывал финансирование партии, курировал связи с крупным капиталом.
Пьер Пюшё стоял на позициях крайнего национализма и антикоммунизма, отличался также антисемитизмом. Он был сторонником фашистского корпоративизма Муссолини и выступал за сотрудничество Франции с гитлеровской Германией. В таком альянсе Пюшё видел обеспечение французских национальных интересов (особенно экономических) в будущей интегрированной Европе, противостоящей СССР и США.
В то же время с 1938 году между Пюшё и Дорио стали возникать трения. Это было связано с чёткой ориентацией Дорио на Третий рейх и фашистскую Италию, тогда как интересы Пюшё были связаны с национальной промышленностью. Пюшё (вразрез с позицией Дорио) осудил Мюнхенское соглашение, поскольку оно вело к поглощению Škoda Auto — партнёра французских компаний — немецкими конкурентами.

## Министерство Виши. Военные преступления
В 1940 году Пьер Пюшё поддержал коллаборационистский курс маршала Петэна. 22 февраля 1941 года он занял пост госсекретаря по промышленности в правительстве Виши, в июле — госсекретаря МВД, а с 11 августа возглавил вишистское министерство внутренних дел. Главой правительства являлся Франсуа Дарлан.
Пюшё проводил пронацистскую политику, руководил репрессиями против движения Сопротивления. Сформировал спецподразделения жандармского типа для борьбы с антинацистским подпольем. По его приказу были гильотинированы шестеро заложников после убийства немецкого солдата Альфонса Мозера в парижском метро 21 августа  1941 года. Считается, что именно Пьер Пюшё по указанию нацистских оккупационных властей организовал 21 октября 1941 года казнь 27 заложников в Шатобриане. Утверждается, что Пюшё целенаправленно включал в расстрельный список (выбор делался из двухсот имён) преимущественно коммунистов.
По инициативе Пюшё французский контингент был направлен в Тунис в помощь под командование корпусу Роммеля.
Однако в курсе Пюшё проявлялись особенности позиции предпринимателя и технократа. Он негативно относился к германской экономической экспансии, пытался по возможности защитить интересы французской промышленности, проявлял технократический уклон. Это соответствовало курсу Дарлана, но привело к конфликту с немцами и Петэном. 18 апреля 1942 правительство Дарлана, включая министра Пюшё, было отправлено в отставку и заменено кабинетом Лаваля.

## Попытка смены курса
Утратив правительственный пост, Пьер Пюшё переехал в Париж, однако руководитель немецких карательных органов во Франции Карл Оберг отдал распоряжение о его аресте. Пюшё вынужден был вернуться в зону Виши, но и здесь оказался под угрозой. С конца 1942 года он попытался сменить политическую ориентацию.
Выходил на контакты с Сопротивлением, но они были бесперспективны в свете его предшествовавшей деятельности. После англо-американской высадки в Северной Африке 8 ноября 1942 года Пюшё вышел на связь с генералом Жиро и попросил о зачислении в войска Сражающейся Франции. Жиро согласился при условии, что Пюшё будет служить под псевдонимом и откажется от какой-либо политической деятельности.

## Арест, трибунал, казнь
6 мая 1943 года Пьер Пюшё через Испанию прибыл в Касабланку. Неделю спустя он был взят под арест по приказу Жиро. Протест, заявленный Пюшё, не возымел действия. Коммунистическое крыло Сопротивления развернуло кампанию в прессе с требованием предать Пюшё суду. Находясь под арестом, Пюшё написал автобиографию Ma vie, где, в частности, изложил собственные представления о событиях 1940—1942 годов.
4 марта 1944 года он предстал перед военным трибуналом. Ему инкриминировались бессудные казни заложников — прежде всего в Шатобриане — и информирование оккупационных властей о группах Сопротивления. Пюшё категорически отрицал свою причастность к шатобрианской акции, однако 11 марта был приговорён к смертной казни.
Пюшё рассчитывал на поддержку Жиро, но тот публично дистанцировался от него. Конфиденциальная просьба Жиро, обращённая к генералу де Голлю — отложить приведение приговора в исполнение — осталась без последствий. Ходатайство Пюшё о помиловании де Голль отклонил. Считается, что демонстративная казнь Пьера Пюшё являлась важным политическим актом — Французский комитет национального освобождения во главе с де Голлем обозначил жёсткость намерений в отношении коллаборационистов.
20 марта 1944 года Пьер Пюшё был расстрелян. Он стал первым коллаборационистом, казнённым по судебному приговору.